# Idempotence
Idempotence je v matematice, zejména v abstraktní algebře, vlastnost algebraických operací či prvků nějaké algebry. Operace je idempotentní, pokud jejím opakovaným použitím na nějaký vstup vznikne stejný výstup, jako vznikne jediným použitím dané operace. Tato vlastnost se vyskytuje například v lineární algebře u projekcí, je to také jedna z definičních vlastností uzávěrového operátoru.
Pojem idempotence začal používat Benjamin Peirce v algebře pro ty prvky nějaké algebry s násobením, které jsou netečné vůči mocnění.
Podle kontextu může idempotence nabývat různých významů:
- Unární operace (zobrazení) {\displaystyle f} je idempotentní, pokud její dvojitou aplikací získáme totéž jako jednou aplikací, tedy pro libovolný vstup {\displaystyle x} platí rovnost {\displaystyle f(f(x))=f(x)}. To platí například pro identitu či konstantní funkci.
- Binární operace je idempotentní, pokud její aplikace na dva totožné prvky získáme původní prvek. Například výpočet minima z dvou reálných hodnot je idempotentní: pro libovolné reálné {\displaystyle x} platí rovnost {\displaystyle \min(x,x)=x}.
- Pro zadanou binární operaci nazýváme prvek idempotentním tehdy, pokud použití operace na tento prvek znovu vrací ten samý prvek. Například pro násobení reálných čísel je nula idempotentním prvkem: platí {\displaystyle 0\cdot 0=0}. Číslo 2 idempotentní není: platí {\displaystyle 2\cdot 2\neq 2}.

## Příklady idempotentních operací
- sjednocení množin je idempotentní, tzn. platí {\displaystyle A\cup A=A}.
- průnik množin je idempotentní, tzn. platí {\displaystyle A\cap A=A}.
- konstantní funkce
- projekce

## Vlastnosti
Obecně daná operace nemusí mít žádný idempotentní prvek, nebo jich může mít několik. Speciálním případem idempotentního prvku je neutrální prvek.

## Idempotence v programování
V softwarovém kontextu řekneme, že operace je idempotentní, pokud její opakované provedení se stejnými daty dává stejný výsledek. Typickou idempotentní operací je čtení z databáze - obsah databáze se čtením nezmění.
V protokolu HTTP, který je součástí technického podkladu World Wide Webu, je jako idempotentní definovaná operace  GET určená pro čtení dat. Jako idempotentní je také definovaná operace PUT pro nahrávání dat na server, kde její opakování dává stejný výsledek. Naopak operace POST, která také typicky nahrává data na server, idempotentní být nemusí.